# Million Dollar Extreme
Million Dollar Extreme (MDE) è una troupe comica americana composta da Sam Hyde, Nick Rochefort e Charls Carroll.
Sono noti principalmente per la serie comica Million Dollar Extreme Presents: World Peace, andata in onda su Adult Swim nel 2016, e per diversi sketch pubblicati dal 2007 in avanti sui loro canali YouTube.
A causa dello stile tagliente e offensivo, dei temi trattati e dei presunti legami di Sam Hyde con ambienti dell'Alt-right vengono ritenuti da molti un gruppo comico controverso.
La troupe ha infatti avuto diversi problemi di violazione dei termini di servizio online a causa dei propri contenuti e della propria fanbase.